# Lal Bahadur Nagar
Lal Bahadur Nagar (o più semplicemente L. B. Nagar) è una città dell'India di 261.987 abitanti, situata nel distretto di Rangareddy, nello stato federato del Telangana. In base al numero di abitanti la città rientra nella classe I (da 100.000 persone in su).

## Società

### Evoluzione demografica
Al censimento del 2001 la popolazione di Lal Bahadur Nagar assommava a 261.987 persone, delle quali 135.636 maschi e 126.351 femmine. I bambini di età inferiore o uguale ai sei anni assommavano a 29.549, dei quali 15.395 maschi e 14.154 femmine. Infine, coloro che erano in grado di saper almeno leggere e scrivere erano 193.773, dei quali 106.955 maschi e 86.818 femmine.